# تشتک (شهرستان قره‌سو)
تشتک (به لاتین: Tashtak) یک روستا در قرقیزستان است که در شهرستان قره‌سو (قرقیزستان) واقع شده‌است. تشتک ۱۱٬۸۶۹ نفر جمعیت دارد.